# فيم يانسن
فيم يانسن (بالهولندية: Wim Jansen)، (28 أكتوبر 1946 - 25 يناير 2022)، لاعب ومدرب كرة قدم هولندي سابق.
لعب مع منتخب هولندا لكرة القدم.
عمل مساعد لمدرب منتخب السعودية لكرة القدم بين عامي 1993 و1994.

## روابط خارجية
- فيم يانسن على موقع الاتحاد الدولي (مؤرشف)  (الإنجليزية)
- فيم يانسن على موقع الاتحاد الأوربي (الإنجليزية)
- فيم يانسن على موقع قاعدة بيانات كرة القدم.إي يو (الإنجليزية)
- فيم يانسن على موقع ناشيونال فوتبول تيمز (الإنجليزية)
- فيم يانسن على موقع Soccerway.com (الإنجليزية)
- فيم يانسن على موقع عالم كرة القدم.نت (الإنجليزية)
- فيم يانسن على موقع كووورة